# U 2 (Kriegsmarine)
De U 2 was een Duitse U-boot van het Type IIA. De tewaterlating gebeurde op 11 februari 1935 bij de Deutsche Werke te Kiel. De boot werd op 25 juli 1935 onder Oberleutnant-zur-See Hermann Michahelles in dienst genomen en zonk op 8 april 1944 na een aanvaring.

## DeU 2tijdens de Tweede Wereldoorlog
De U 2 was voornamelijk als opleidingsboot in gebruik, en voer tijdens de Tweede Wereldoorlog slechts een onderscheppingsmissie en twee operaties in een zogeheten Rudel. Tijdens deze twee oorlogspatrouilles was de U 2 niet succesvol. In april 1940 nam de U 2 als onderdeel van de 8. Unterseebootsflottille deel aan de invasie van Noorwegen, Operatie Weserübung. Ander onderzeeboten die ingedeeld waren bij dit flottielje waren de: U 3, U 5 en U 6.
Tot 8 april 1944 waren er onder de bemanningen van de U 2 nimmer slachtoffers gevallen. Op die dag kwam de U 2 in de Oostzee ten westen van Pillau (het huidige Baltijsk) in aanvaring met de Duitse stoomtrawler Helmi Söhle. De U 2 zonk op 54° 48′ 0″ NB, 19° 55′ 0″ OL, iets ten westen van het Wislahaf. Van de bemanningsleden kwamen er zeventien om het leven en werden er achttien gered. De volgende dag werd de U 2 opgetakeld, de lichamen van de zeventien overleden zeelieden werden geborgen en de U 2 werd uit dienst genomen en verschroot.

## Commandanten
- 25-07-1935 - 30-09-1936 Oblt. Hermann Michahelles[1]
- 01-10-1936 - 31-01-1938 Kptlt. Heinrich Liebe[1]
- 31-01-1938 - 16-03-1939 Oblt. Herbert Schultze[1]
- 17-03-1939 - 05-07-1940 Kptlt. Helmut Rosenbaum[1]
- 07-07-1940 - 05-08-1940 Oblt. Hans Heidtmann[1]
- 06-08-1940 - ??-10-1941 Georg von Wilamowitz-Moellendorf[1]
- ??-10-1941 - 15-05-1942 Karl Kölzer[1]
- 16-05-1942 - 19-11-1942 Oblt. Werner Schwaff[1]
- 20-11-1942 - 12-12-1943 Oblt. Helmut Herglotz[1]
- 13-12-1943 - 08-04-1944 Oblt. Wolfgang Schwarzkopf[1]